# Maternité à risque
Maternité à risque ou La Candidate idéale au Québec (The Surrogacy Trap) est un téléfilm canadien réalisé par Adrian Wills, diffusé sur The Movie Network, aux États-Unis le 1er janvier 2013 sur Lifetime Movie Network et en France le 4 avril 2013 sur M6.

## Synopsis
Malgré trois tentatives de fécondation in vitro, Christy et Mitch ne parviennent pas à avoir d'enfant. Ils décident alors de trouver une mère de substitution et sont mis en relation avec Mallory, la candidate apparemment idéale. Mais son comportement se révèle progressivement bizarre, inquiétant même...
Il se trouve que Mallory est tombée amoureuse de Mitch avant même de l'avoir rencontré. En effet, l'ex-petite amie de Mitch lui a tout raconté à propos de lui et Mallory s'est bientôt enfermée dans des fantasmes maladifs. Elle fait une fixation sur l'homme qui veut un enfant, car son ex-petit ami, lui, n'en voulait pas. Le couple découvre d'ailleurs assez vite que Mallory a harcelé son ex-petit ami, justement parce qu'elle voulait des enfants et lui non. Toujours est-il qu'elle finit par prendre l'enfant qu'elle porte (pour le compte du couple) pour son propre enfant, et elle va jusqu'à entrer (avec une clé volée) dans la maison de Mitch et de Christy en leur absence afin de prendre l'enfant dans ses bras et lui chantonner des berceuses. L'histoire tourne au drame... fatal pour la pauvre folle de Mallory.

## Fiche technique
- Titre original : The Surrogacy Trap
- Réalisation : Adrian Wills
- Musique : Louise Tremblay et James Gelfand
- Durée : 90 minutes
- Pays :  Canada

## Distribution
- David Julian Hirsh  (VF : Guillaume Lebon ; VQ : Alexandre Fortin) : Mitch Bennet
- Mia Kirshner  (VF : Sybille Tureau ; VQ : Violette Chauveau) : Christy Bennett
- Emma Campbell  (VF : Dominique Westberg ; VQ : Marika Lhoumeau) : Détective Riordan
- Rachel Blanchard (VF : Virginie Ledieu ; VQ : Catherine Bonneau) : Mallory Parkes
- Natalie Brown  (VF : Marie Diot ; VQ : Pascale Montreuil) : Allison
- Brian Ames : Gary
- Sylvie Chbat : Executive
- Paula Costain  (VF : Véronique Desmadryl) : Docteur Jessica McNally
- Lois Dellar  (VF : Marie-Martine) : Sydney
- Mylène Dinh-Robic  (VF : Caroline Pascal) : Jessica
- Rosemary Dunsmore  (VF : Brigitte Virtudes ; VQ : Chantal Baril) : Beth Franklin

Source et légende : Version française (VF) selon le carton de doublage d'M6.